# Мира (город)
Ми́ра, Миры Ликийские (греч. Μύρα) — древний город в Ликии, на реке Андрак, у впадения которой в Средиземное море находилась гавань Андриаке. На его месте построен город Демре, или Кале (провинция Анталья).

## Происхождение названия
По одной из версий, город получил название от слова «мирра» — смола, из которой делают благовония. По другой версии, название города («Маура») — этрусского происхождения и означает «место Матери-богини», лишь впоследствии вследствие фонетических изменений превратившееся в Миру.

## Античность
Город Мира был расположен в 5 км от берега Средиземного моря. От города сохранились развалины греко-римского театра и высеченные в скалах гробницы. Своеобразие гробниц можно объяснить тем, что у жителей древней Ликии существовал обычай хоронить мёртвых на возвышенных местах, так как предполагалось, что это поможет им попасть на небо.
Миры были одним из крупнейших городов Ликийского союза, с III—II веках до н. э. чеканили собственную монету. Эти места посетил апостол Павел перед своим отправлением в Рим. Со времени Феодосия II город был столицей римской провинции Ликия.
Упадок наступил в VII веке, когда город подвергся разрушению в ходе набегов арабов, а также затоплению грязями реки Мирос.

## Почитание Святого Николая
В эпоху христианства Мира смог сохранить свою значимость, так как в 300 году Николай из Патары, известный в православной традиции как Святитель Николай, архиепископ Мир Ликийских, чудотворец, пройдя обучение в Ксанфе, стал епископом Миры, где он проповедовал вплоть до самой смерти в 343 году. Он был погребён в названной в его честь церкви. Вскоре после смерти Николая, по церковному преданию, произошло несколько чудесных исцелений среди верующих, приходивших поклониться его мощам, и Мира стала местом паломничества и святой веры. В западном мире Святой Николай (Санта-Клаус) стал восприниматься как заступник детей, которым он приносит подарки в рождественскую ночь.
Церковь Святого Николая неоднократно разрушали арабы во время набегов, особенно сильные разрушения пришлись на 1034 год. Византийский император Константин IX Мономах и его жена Зоя Порфирородная повелели окружить церковь крепостной стеной, преобразовав церковь в монастырь. В мае 1087 года итальянским купцам удалось завладеть мощами святого и перевезти их в Бари, где его объявили святым покровителем города. Мощи святого в настоящее время хранятся в Италии (города Бари и Венеция). Согласно легенде, когда итальянские монахи открыли саркофаг, от мощей святого распространился пряный запах мирры.
В 1863 году император Александр II купил монастырь, начались работы по его восстановлению; однако, вскоре они были прекращены.
В 1963 году на территории монастыря проводились раскопки. Были обнаружены мозаики из цветного мрамора, остатки настенной росписи.

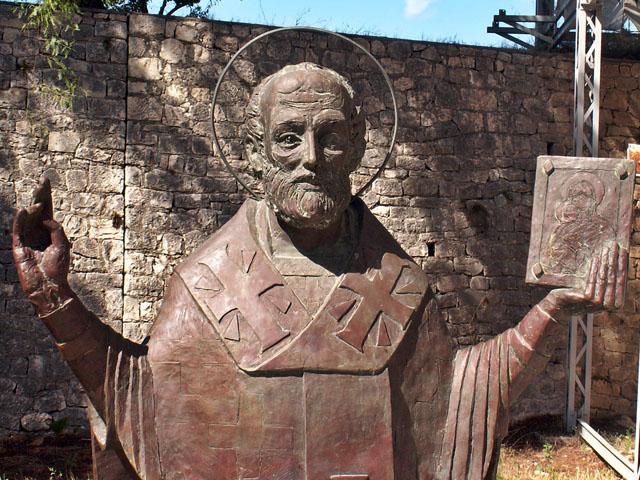
Статуя Святого Николая
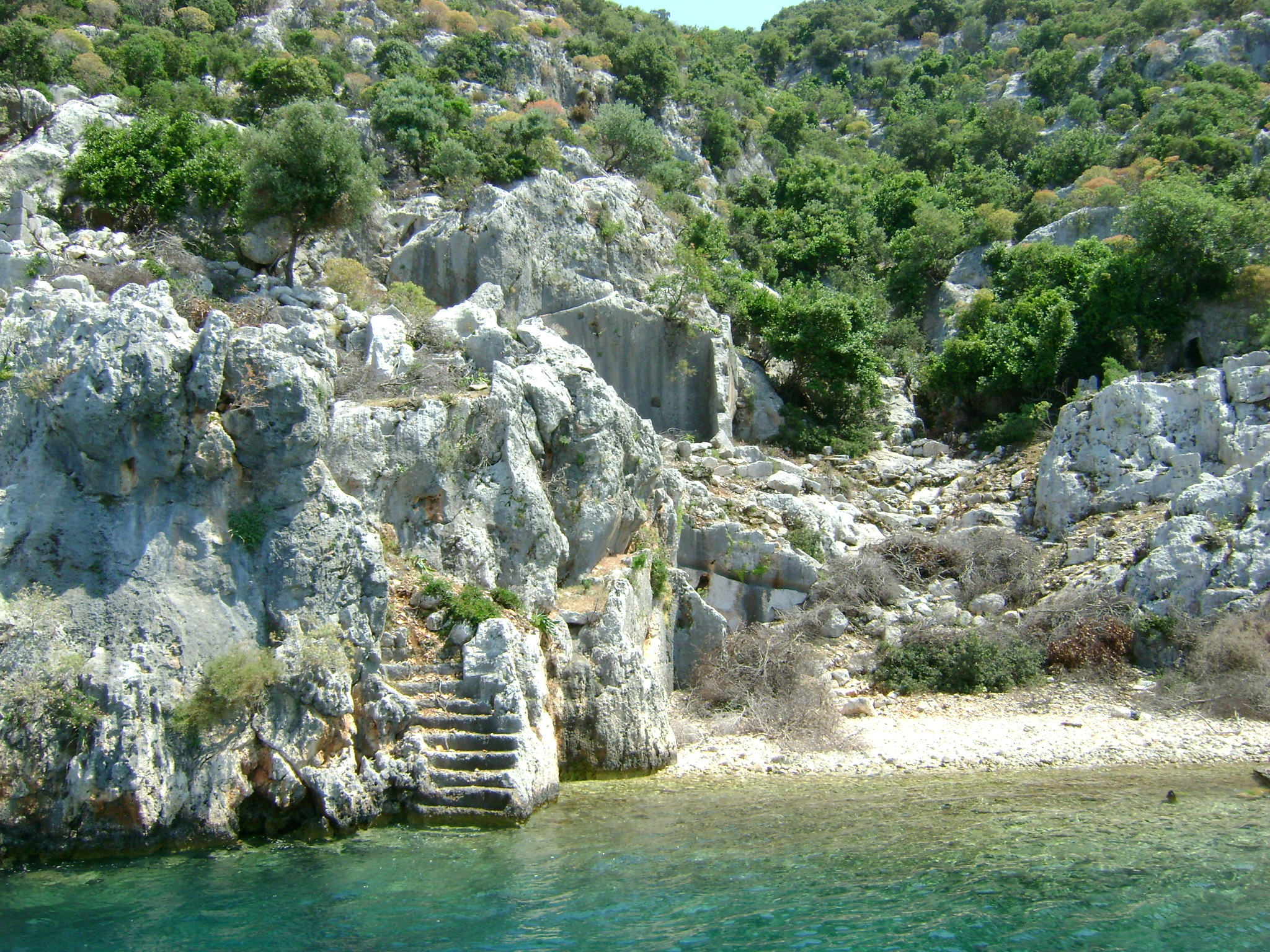
Руины города Кекова
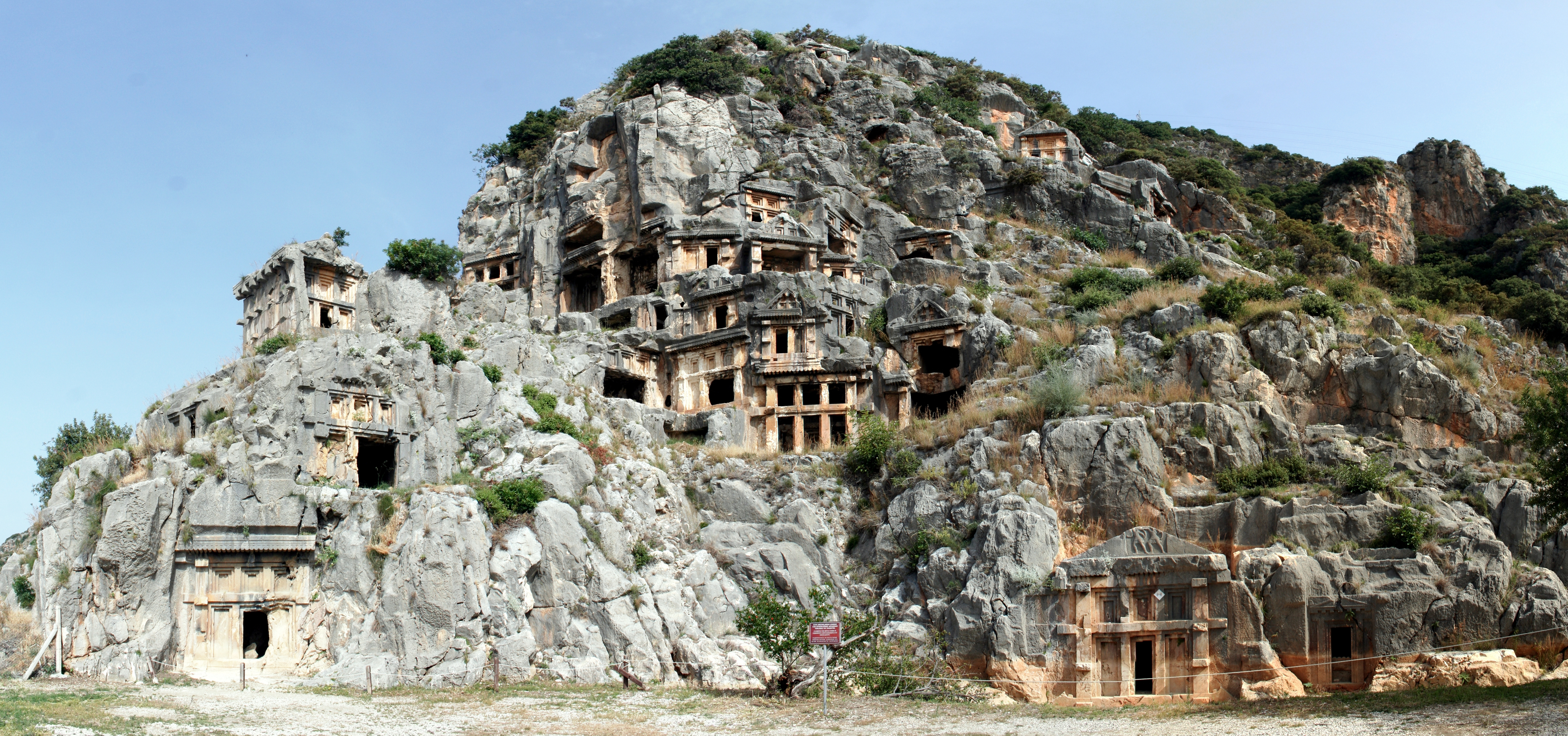
Скальные гробницы в Мире.
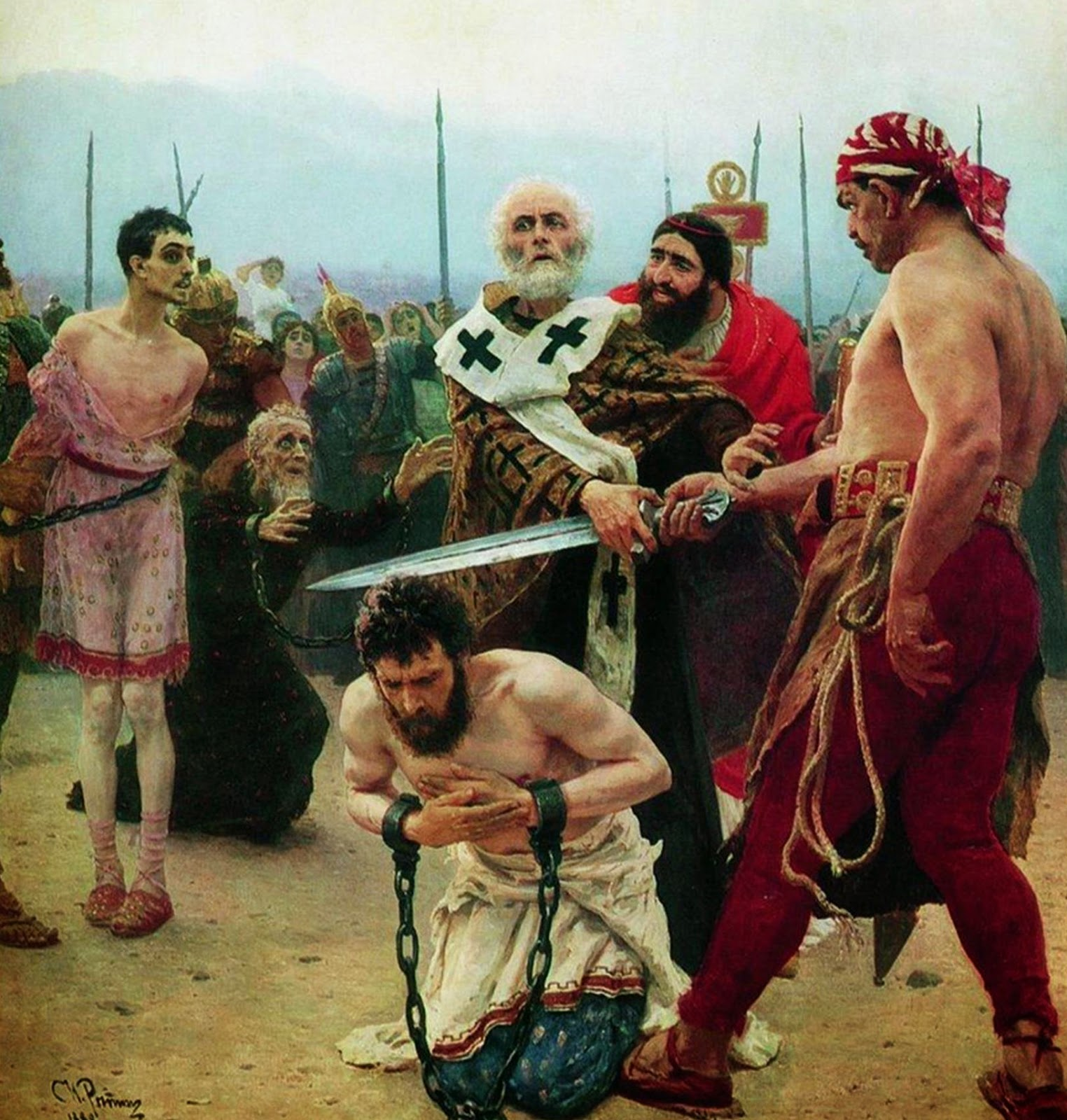
Николай Мирликийский избавляет от смерти трёх невинно осуждённых. Картина Ильи Репина, 1888, Государственный Русский музей).
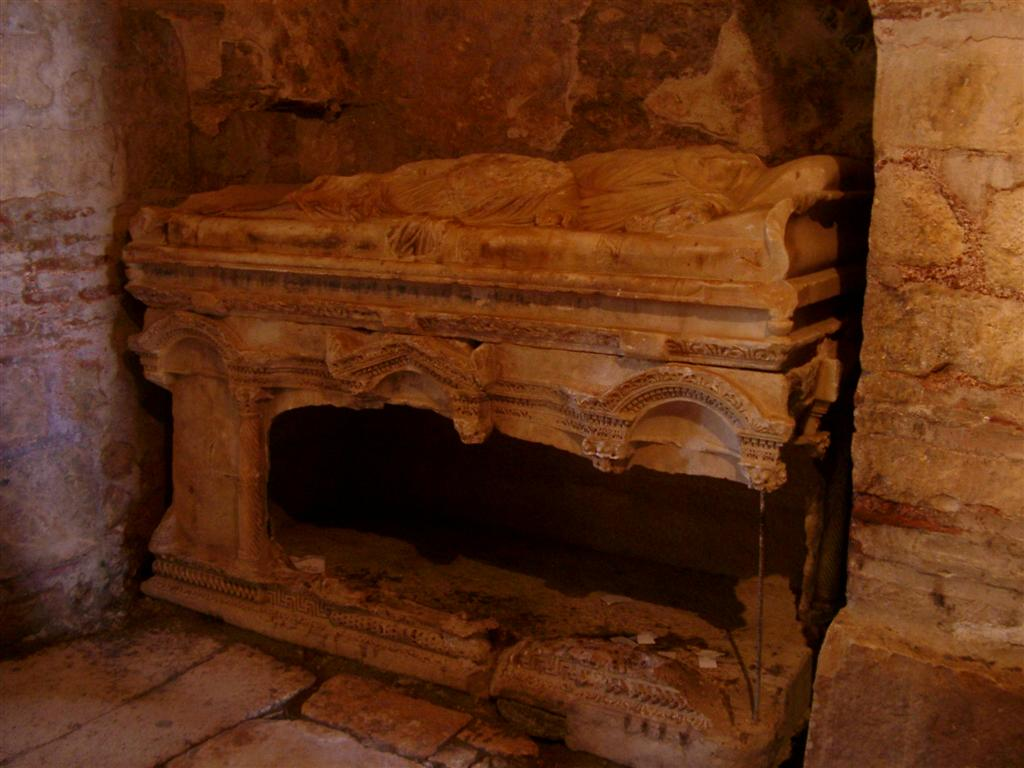
Гробница Святого Николая в Мирах Ликийских.